# Расед
Раседи су механички дисконтинуитети стенске масе, по којима се одиграло кретање. Настају услед напрезања у стенској маси. Приликом раседања долази до кретања блокова (крила) раседа. Површ по којој су релативно кретани блокови, назива се раседна површ. Уколико је раседна површ под неким углом у односу на хоризонталу, разликује се повлатно крило, изнад, и подинско крило, испод раседне површи. Укупно одстојање две тачке, које су пре раседања биле састављене, назива се целокупно кретање, које се представља вектором дефинисаним елементима: падом, дужином и смером релативног кретања блокова. Хоризонтална компонента релативног кретања блокова је ход, а вертикална — скок раседа.
Велики раседи унутар Земљине коре настају услед дејства тектонских сила плоча, при чему највећи формирају границе између плоча, као што су мегапокретни раседи зона субдукције или трансформациони раседи. Ослобађање енергије повезано са брзим кретањем на активним раседима је узрок већине земљотреса. Раседи се такође могу полако померати, асеизмичким пузањем.
Раседна раван је раван која представља површину лома раседа. Траг раседа или линија раседа је место где се расед може видети или мапирати на површини. Траг раседа је такође линија која се обично исцртава на геолошким картама ради означавања раседа.
Зона раседа је скуп паралелних раседа. Међутим, термин се такође користи за зону уситњених стена дуж једног раседа. Продужено кретање дуж блиско распоређених раседа може замаглити разлику, пошто се стена између раседа претвара у сочива стене везане за раседе, а затим прогресивно дроби.

## Класификација
Према релативном кретању крила, раседи се деле на:
- нормалне или гравитационе раседе, код којих је једно крило спуштено;
- реверсне раседе, код којих је кретано повлатно крило навише, уз косу раседну површ и
- раседе хоризонталног типа (транскурентни раседи), који могу бити леви и десни. Њихово кретање се одређује на тај начин што посматрач замишља да блок на коме стоји мирује, док се блок са друге стране раседа креће налево (леви транскурентни расед) или надесно (десни транскурентни расед). Трансформни раседи су посебна врста раседа хоризонталног типа у области средњоокеанских гребена.

Према склопу околине, односно, према односу на главне структуре подручја, раседи се деле на:
- лонгитудиналне - паралелне са пружањем слојева, односно, паралелне са осама већих наборних структура;
- попречне (трансверзалне) раседе, управне на пружање слојева и
- косе (дијагоналне) раседе, који су у односу на пружање слојева под неким углом.

Према падном углу раседне површи, извршена је подела раседа на:
- хоризонталне и субхоризонталне (0-10°),
- благог пада (10-30°),
- средњег пада (30-60°),
- стрмог пада (60-80°) и
- субвертикалне и вертикалне раседе (80-90°). Посебни типови субвертикалних раседа а падом различитог смера у различитим тачкама дуж пружања, називају се езитативни раседи.

## Механизми разседа
Због трења и крутости саставних стена, две стране раседа не могу увек лако да клизе или пролазе једна поред друге, те повремено свако кретање престаје. Подручја већег трења дуж равни раседа, где она постаје закључана, називају се асперитетима. Стрес се нагомилава када је расед закључан, а када достигне ниво који премашује праг чврстоће, расед пуца и акумулирана енергија деформације се делимично ослобађа као сеизмички таласи, формирајући земљотрес.
Напрезање се јавља акумулативно или тренутно, у зависности од течног стања стене; дуктилна доња кора и плашт постепено акумулирају деформацију путем смицања, док ломљива горња кора реагује ломљењем – тренутним ослобађањем напрезања – што резултира кретањем дуж раседа. Грешка у дуктилним стенама се такође може одмах ослободити када је брзина деформације превелика.